# Temperatura virtual
La temperatura virtual responde a la pregunta: ¿qué temperatura debe tener el aire seco para que posea la misma densidad que el aire húmedo con la misma presión?
La temperatura virtual del aire se define como la temperatura que tendría el aire seco, es decir, asumiendo que el aire contiene una cantidad despreciable de vapor de agua, para que tuviera la misma densidad que el aire húmedo saturado en las mismas condiciones. El valor de la temperatura virtual suele estar cercano a la temperatura real del aire. El uso de esta temperatura permite simplificar ciertos cálculos.

## Relación entre las temperatura virtual y real del aire
Puede considerarse que el aire húmedo está compuesto por aire seco y vapor de agua. Ambas componentes, el aire seco y el vapor de agua, se comportan como gases ideales. En general la presión de un gas ideal, a, se puede expresar como el producto de su densidad, {\displaystyle \rho _{a}}, su constante {\displaystyle R_{a}} (definida como el cociente entre la constante de los gases ideales y la masa molecular del gas a) y la temperatura {\displaystyle T}. Por lo tanto, podremos expresar las presiones del aire seco y el vapor de agua del siguiente modo:
{\displaystyle p_{d}=\rho _{d}R_{d}T}

{\displaystyle p_{v}=\rho _{v}R_{v}T}
Las constantes del aire seco y el vapor de agua tienen los siguientes valores: {\displaystyle R_{d}=287.06Jkg^{-1}K^{-1}} y la del vapor de agua,{\displaystyle R_{v}=461.5Jkg^{-1}K^{-1}}.
La temperatura virtual (Tv) es la del aire seco cuando su presión y densidad son iguales a las de la mezcla de aire seco y vapor de agua (el aire húmedo). De este modo, la temperatura virtual permite utilizar la ecuación de estado del aire seco para el húmedo reemplazando T por Tv. La presión del aire húmedo, {\displaystyle p}, se puede expresar entonces en función de la densidad total del aire húmedo, {\displaystyle \rho }, la constante del aire seco,{\displaystyle R_{d}} y la temperatura virtual, {\displaystyle T_{v}}, como:
{\displaystyle p=\rho R_{d}T_{v}}
La presión del aire húmedo se puede escribir como la suma de presiones de aire seco, {\displaystyle p_{d}}, y vapor de agua, {\displaystyle p_{v}}  (Ley_de_las_presiones_parciales o Ley de Dalton):
{\displaystyle p=p_{d}+p_{v}}
Teniendo en cuenta lo anterior podemos definir la temperatura virtual con la siguiente ecuación:
{\displaystyle T_{v}=\left[1+\left({\frac {1}{e}}-1\right)q\right]T}
Siendo {\displaystyle T} la temperatura que mediría un termómetro. {\displaystyle e} se define como la proporción entre la constante del aire seco, {\displaystyle e={\frac {R_{d}}{R_{v}}}=0.622}. {\displaystyle q} es la proporción entre la densidad del vapor de agua, {\displaystyle \rho _{v}} y la suma de densidaded de vapor de agua más la del aire seco, {\displaystyle \rho _{d}}, por lo tanto:
{\displaystyle q={\frac {\rho _{v}}{\rho _{v}+\rho _{d}}}={\frac {\rho _{v}}{\rho }}={\frac {m_{v}}{m}}}